# Salif Keïta (senegalski piłkarz)
Salif Keïta (ur. 19 października 1975 w Dakarze) – senegalski piłkarz grający na pozycji napastnika.

## Kariera klubowa
Karierę piłkarską Keïta rozpoczął w klubie US Goréeu. W sezonie 1991/1992 zadebiutował w jego barwach w pierwszej lidze senegalskiej. W debiutanckim sezonie zdobył z nim Puchar Senegalu.
W 1992 roku Keïta wyjechał do Belgii, a jego pierwszym klubem w tym kraju był pierwszoligowy Germinal Ekeren. Grał w nim do 1994 roku i wtedy też odszedł do drugoligowego Sint-Niklaas. Spędził w nim jeden sezon i w 1995 roku odszedł do Cappellen FC. W 1997 roku został zawodnikiem KRC Genk. W sezonie 1997/1998 wywalczył z Genkiem wicemistrzostwo Belgii oraz zdobył Puchar Belgii. W sezonie 1998/1999 grał w KV Kortrijk, z którym spadł do drugiej ligi.
W 1999 roku Keïta trafił do Niemiec. W latach 1999–2002 grał w drugoligowym Hannoverze. Następnie w latach 2002–2004 był piłkarzem Unionu Berlin, a w sezonie 2004/2005 występował w Rot-Weiß Oberhausen. W 2005 roku odszedł do TuS Koblenz. W 2006 roku awansował z nim z Regionalligi do 2. Bundesligi.
W 2007 roku Keïta został piłkarzem greckiego drugoligowca, Pierikosu. W sezonie 2008/2009 grał na Cyprze, najpierw w Olympiakosie Nikozja, a następnie w APEP Pitsilia. W 2009 roku wrócił do Senegalu i został zawodnikiem AS Douanes z Dakaru.
| Sezon   | Klub                | Kraj    | Rozgrywki                 | Mecze | Bramki |
| ------- | ------------------- | ------- | ------------------------- | ----- | ------ |
| 1991/92 | US Gorée            | Senegal | Championnat National      | ?     | ?      |
| 1991/92 | Germinal Ekeren     | Belgia  | Eerste klasse             | 5     | 1      |
| 1992/93 | Germinal Ekeren     | Belgia  | Eerste klasse             | 4     | 1      |
| 1993/94 | Germinal Ekeren     | Belgia  | Eerste klasse             | 4     | 0      |
| 1994/95 | FCN Sint-Niklaas    | Belgia  | Tweede klasse             | 22    | 11     |
| 1995/96 | Cappellen FC        | Belgia  | Tweede klasse             | 18    | 7      |
| 1996/97 | Cappellen FC        | Belgia  | Tweede klasse             | 15    | 6      |
| 1997/98 | KRC Genk            | Belgia  | Eerste klasse             | 20    | 2      |
| 1998/99 | KV Kortrijk         | Belgia  | Eerste klasse             | 28    | 12     |
| 1999/00 | Hannover 96         | Niemcy  | 2. Bundesliga             | 16    | 4      |
| 2000/01 | Hannover 96         | Niemcy  | 2. Bundesliga             | 9     | 1      |
| 2001/02 | Hannover 96         | Niemcy  | 2. Bundesliga             | 24    | 3      |
| 2002/03 | Union Berlin        | Niemcy  | 2. Bundesliga             | 26    | 5      |
| 2003/04 | Union Berlin        | Niemcy  | 2. Bundesliga             | 32    | 8      |
| 2004/05 | Rot-Weiß Oberhausen | Niemcy  | 2. Bundesliga             | 23    | 8      |
| 2005/06 | TuS Koblenz         | Niemcy  | Regionalliga              | 32    | 15     |
| 2006/07 | TuS Koblenz         | Niemcy  | 2. Bundesliga             | 18    | 0      |
| 2007/08 | Pierikos            | Grecja  | Beta Ethniki              | 16    | 4      |
| 2008/09 | Olympiakos Nikozja  | Cypr    | Protathlima B’ Kategorias | 14    | 6      |
| 2008/09 | APEP Pitsilia       | Cypr    | Protathlima A’ Kategorias | 4     | 0      |
| 2009    | AS Douanes          | Senegal | Championnat National      | 20    | 9      |
| 2010    | AS Douanes          | Senegal | Championnat National      | 23    | 0      |
| 2010/11 | AS Douanes          | Senegal | Championnat National      | ?     | ?      |

## Kariera reprezentacyjna
W reprezentacji Senegalu Keïta zadebiutował w 1998 roku. W 2000 roku został powołany do kadry na Puchar Narodów Afryki 2000, na którym rozegrał 2 mecze: z Burkina Faso (3:1 i gol), z Egiptem (0:1) i z Zambią (2:2). W kadrze narodowej od 1998 do 2000 roku rozegrał 10 meczów i strzelił 4 gole.